# Oconee County (South Carolina)
Oconee County ist ein County im Bundesstaat South Carolina der Vereinigten Staaten. Das U.S. Census Bureau hat bei der Volkszählung 2020 eine Einwohnerzahl von 78.607 ermittelt. Der Verwaltungssitz (County Seat) ist Walhalla.

## Geographie
Das County liegt im äußersten Nordwesten von South Carolina, grenzt im Norden an North Carolina im Südwesten an Georgia und hat eine Fläche von 1745 Quadratkilometern, wovon 125 Quadratkilometer Wasserfläche sind. Es grenzt im Uhrzeigersinn an folgende Countys: Pickens County, Anderson County, Hart County (Georgia), Franklin County (Georgia), Stephens County (Georgia), Habersham County (Georgia), Rabun County (Georgia), Macon County (North Carolina), Jackson County (North Carolina) und Transylvania County (North Carolina).

## Geschichte
Oconee County wurde am 29. Januar 1868 gebildet und nach dem Indianervolk der Oconee benannt, die zu den Hitchiti gehörten.

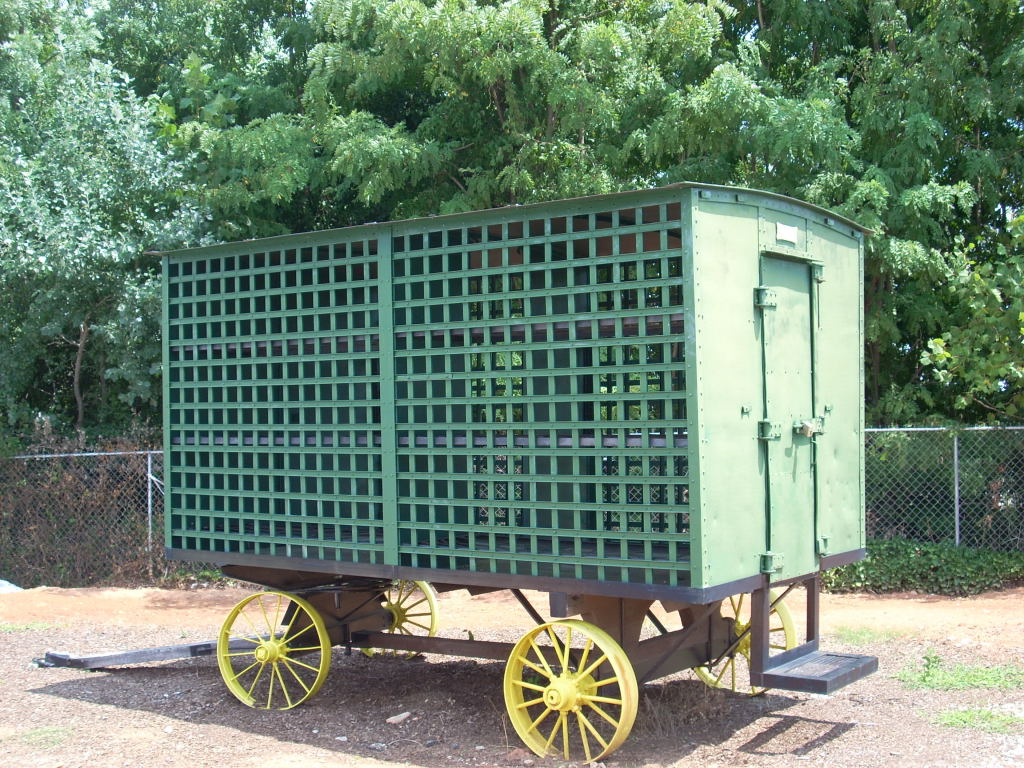
Der Oconee County Cage ist einer von 21 Einträgen des Countys im NRHP.

21 Bauwerke und Stätten des Countys sind im National Register of Historic Places (NRHP) eingetragen (Stand 29. Juli 2018).

## Demografische Daten
Nach der Volkszählung im Jahr 2000 lebten im Oconee County 66.215 Menschen in 27.283 Haushalten und 19.589 Familien. Die Bevölkerungsdichte betrug 41 Einwohner pro Quadratkilometer. Ethnisch betrachtet setzte sich die Bevölkerung zusammen aus 89,14 Prozent Weißen, 8,38 Prozent Afroamerikanern, 0,22 Prozent amerikanischen Ureinwohnern, 0,35 Prozent Asiaten, 0,02 Prozent Bewohnern aus dem pazifischen Inselraum und 1,06 Prozent aus anderen ethnischen Gruppen; 0,82 Prozent stammten von zwei oder mehr Ethnien ab. 2,36 Prozent der Bevölkerung waren spanischer oder lateinamerikanischer Abstammung.
Von den 27.283 Haushalten hatten 28,5 Prozent Kinder unter 18 Jahre, die bei ihnen lebten. 57,8 Prozent waren verheiratete, zusammenlebende Paare, 10,1 Prozent waren allein erziehende Mütter, 28,2 Prozent waren keine Familien, 24,7 Prozent waren Singlehaushalte und in 9,5 Prozent lebten Menschen mit 65 Jahren oder darüber. Die Durchschnittshaushaltsgröße betrug 2,40 und die durchschnittliche Familiengröße betrug 2,85 Personen.
22,9 Prozent der Bevölkerung war unter 18 Jahre alt. 8,0 Prozent zwischen 18 und 24, 27,4 Prozent zwischen 25 und 44, 26,2 Prozent zwischen 45 und 64 und 15,6 Prozent waren 65 Jahre alt oder älter. Das Durchschnittsalter betrug 40 Jahre. Auf 100 weibliche Personen kamen 96,7 männliche Personen und auf 100 Frauen im Alter von 18 Jahren und darüber kamen 93,5 Männer.
Das jährliche Durchschnittseinkommen eines Haushalts betrug 36.666 USD, das Durchschnittseinkommen einer Familie betrug 43.047 USD. Männer hatten ein Durchschnittseinkommen von 31.032 USD, Frauen 22.156 USD. Das Prokopfeinkommen betrug 18.965 USD. 7,6 Prozent der Familien und 10,8 Prozent der Bevölkerung lebten unterhalb der Armutsgrenze.